# Pórticos de San Antonio
Pórticos de San Antonio är en ort i Mexiko.   Den ligger i kommunen Tijuana och delstaten Baja California, i den nordvästra delen av landet, 2 300 km nordväst om huvudstaden Mexico City. Pórticos de San Antonio ligger 275 meter över havet och antalet invånare är 34 234.
Terrängen runt Pórticos de San Antonio är varierad. Pórticos de San Antonio ligger uppe på en höjd. Runt Pórticos de San Antonio är det tätbefolkat, med 913 invånare per kvadratkilometer. Närmaste större samhälle är Tijuana, 7,3 km norr om Pórticos de San Antonio. Omgivningarna runt Pórticos de San Antonio är i huvudsak ett öppet busklandskap.